# Satyr (person)
 For alternative betydninger, se Satyr (flertydig). (Se også artikler, som begynder med Satyr)
En satyr er en sanselig og kynisk person. Egenskaberne for den mytologiske satyr, den dyriske og lidt dæmoniske skovguddom, den seksuelt vellystige, livsnydende faun, overføres til personlige egenskaber hos mennesker. At være en satyr, er derfor at være egennyttigt livsnydende.